# Atenció a la dependència a La Rioja
L'atenció a la dependència a La Rioja ha tingut un desenvolupament normatiu com les altres comunitats autònomes.

## Després de la llei de dependència
L'Ordre 4/2007, de 16 d'octubre, regulà el procediment de reconeixement de la situació de dependència. L'Ordre 5/2007, de 31 d'octubre, que regulava les condicions d'accés als serveis i prestacions, establia que la prestació econòmica s'extingia quan s'apreciaren incompliments de les condicions per a rebre-les i que preveia que s'obligara a reintegrar-lo si era percebuda la rebuda de la prestació com a indeguda. Aquesta mateixa ordre dedica un article al procediment i jurisdicció de les sancions.